# ایلا لا کس
ایلا لا کس (به انگلیسی: Île-à-la-Crosse) یک منطقهٔ مسکونی در کانادا است که در ساسکاچوان واقع شده‌است. ایلا لا کس ۲۳٫۸۴ کیلومتر مربع مساحت و ۱٬۳۶۵ نفر جمعیت دارد.